# Alexandru Starîș
Alexandru Starîș (Chișinău, 4 gennaio 1995) è un calciatore moldavo, difensore dello Jonica.

## Carriera

### Club
Debutta tra i professionisti nel 2014 con la maglia dello Zimbru Chișinău, rimanendovi fino al 2018, quando firma per i rumeni del Metaloglobus. Nel 2020 passa allo Speranța Nisporeni.

### Nazionale
Conta due presenze con l'Under-19 moldava nel 2013 e cinque con l'Under-21 nel 2016.